# Aluniș (okręg Kluż)
Aluniș – wieś w Rumunii, w okręgu Kluż, w gminie Aluniș. W 2011 roku liczyła 512 mieszkańców.